# SV Roland Bremen
Der SV Roland Bremen war ein Sportverein aus Bremen. Nach dem Zweiten Weltkrieg gehörten die Tischtennismannschaften zur deutschen Spitze.
Insbesondere bei den Damen verfügte der Verein über mehrere Leistungsträgerinnen; zu den frühen Erfolgen zählen beispielsweise die Bremer Bezirksmannschaftsmeisterschaft der Damen im Mai 1947 und im März 1948.
Den größten Erfolg erzielte die Damenmannschaft bei der deutschen Mannschaftsmeisterschaft 1948/49 in Frankfurt am Main. Hier belegte sie Platz drei hinter TSV Union Wuppertal und Eintracht Frankfurt. Nach Siegen gegen Schweinfurt 05 (5:1) und Victoria Hamburg (5:0) und einer 5:4-Niederlage gegen Eintracht Frankfurt erreichte das Team um Gertraud Reuthe, Anni Gries, Glyszinski, Kölle, Schimmek und Vehlies die Zwischenrunde. Hier unterlag man Union Wuppertal mit 7:2. Im Spiel um den dritten Platz wurden die Stuttgarter Kickers mit 6:3 besiegt.
Ein Jahr später wurde die Mannschaft Zweiter bei der Niedersachsenmeisterschaft. Wenig bekannt ist die weitere Entwicklung bis 1960, als der Aufstieg in die Oberliga Nord gelang.
Die Herrenmannschaft spielte 1948/49 und 1949/59 in der Oberliga Niedersachsen. Die Oberligen waren damals die höchsten deutschen Spielklassen im Tischtennis.
1948/49 erreichten Spieler des SV Roland Bremen im Einzel und Doppel bei den niedersächsischen Landesmeisterschaften vordere Plätze. So belegte 1948 in Lüneburg Gertraud Reuthe zusammen mit Diekmann vom SSV Delmenhorst im Damen-Doppel den zweiten Platz, während 1949 in Osnabrück Hahn im Herren-Einzel ebenfalls auf Platz zwei kam.
1957 spielte die Damenmannschaft in der Damen-Oberliga Bremen und erreichte als Landesmeister zudem die Zwischenrunde der norddeutschen Damenmeisterschaft.
1967 spielte die Damenmannschaft wie in verschiedenen Vorjahren in der Verbandsliga Nord; danach sind keine weiteren Aktivitäten des Vereins mehr bekannt.